# ヤワラケガキ
ヤワラケガキ（学名 : Diospyros eriantha）はカキノキ科の常緑樹木である。樹高最大7mに生長する。葉は、楕円形から抜針形で、やや革質である。中肋には毛がある。花は、淡黄白色である。果実は、楕円形で、黒色である。辺材は、黄白色で、心材は、黒色である。材質は、脆くて弱い。鍬の柄や垣根の横木、薪に利用される。小種名のeriantha は、ギリシャ語で「羊毛のような花（woolly flowers）」を意味する。  ヤワラケガキは、中国南部、インドシナ半島、スマトラ島、ジャワ島、ボルネオ島、フィリピンに自生している。